# Саламандра карликова
Саламандра карликова (Eurycea quadridigitata) — вид земноводних з роду Струмкова саламандра родини Безлегеневі саламандри.

## Опис
Загальна довжина сягає 5—8,9 см, з яких майже дві третини припадає на хвіст. Голова доволі широка. Очі великі, витрішкуваті. Тулуб стрункий. Має лише 4 пальці на передніх та задніх ногах. Звідси походить її латинська назва. Забарвлення жовто-коричневого кольору з темними плямочками на спині або чорними смугами з боків.

## Спосіб життя
Влітку і восени вона живе по берегах річок у болотистих лісах, а в грудні йде у воду, де тримається до кінця лютого. Вдень ховається у лісовій підстилці. Активна вночі. Живиться дрібними безхребетними.
Самиця відкладає 7—48 яєць, прикріплюючи їх поодинці або групами до підводних рослин. У березні з'являються личинки. Метаморфоза триває 2—3 місяці, після чого вони виходять на берег.

## Розповсюдження
Мешкає від північної частини штату Каліфорнія до Оклахоми та від Техасу до північної Флориди (США).